# Jakub Rutnicki
assinatura
Jakub Adam Rutnicki (Szamotuły; 3 de Dezembro de 1978 — ) é um político da Polónia. Ele foi eleito para a Sejm em 25 de Setembro de 2005 com 3182 votos em 38 no distrito de Piła, candidato pelas listas do partido Platforma Obywatelska.